# چانگ یو-هرن
چانگ یو-هرن (انگلیسی: Chang Yu-hern) (زاده ۱۹۵۴) کارآفرین، سیاست‌مدار و مدیر ارشد اجرایی تایوانی است، که در حال حاضر به‌عنوان مدیر عامل شرکت چاینا ایرلاینز فعالیت می‌کند.